# Vindblæs
Vindblæs ist eine dänische Ortschaft mit 204 Einwohnern (Stand 1. Januar 2023) im Himmerland. Die Ortschaft liegt im gleichnamigen Kirchspiel (Vindblæs Sogn), das bis 1970 zur Harde Slet Herred im damaligen Aalborg Amt gehörte. Mit der Auflösung der Hardenstruktur wurde das Kirchspiel in die Løgstør Kommune im damaligen Amt Nordjütland aufgenommen, die Kommune wiederum ging mit der Kommunalreform zum 1. Januar 2007 in der Vesthimmerlands Kommune in der Region Nordjylland auf.
Vindblæs liegt etwa acht Kilometer südöstlich von Løgstør, knapp 13 km südwestlich von Farstrup und circa 18 km nordwestlich von Aars.